# Шкеде
Шке́де (латыш. Šķēde) или Гри́ва (латыш. Grīva) — река в Латвии, протекает по территории Талсинского края. Длина реки составляет 28 км. Площадь водосборного бассейна равняется 141,3 км². Вытекает из озера Лайдзес. Впадает в Рижский залив.
Притоки: река Вилкасте, река Малвалкс, канава Крацуму и канава Бранту.